# الزنزانة 211 (فلم)
الزنزانة 211 (بالإسبانية: Celda 211) هو فيلم أكشن وجريمة ودراما تم إنتاجه في إسبانيا وفرنسا وصدر سنة 2009 بطولة لويس توسار والبيرتو امان.

## القصة
الفلم يتكلم عن حارس جديد (خوان اولفير) لسجن خاص بالقتلة والمغتصبين، في يومه الأول يآخذه مدير السجن مع موظف آخر ليعرفونه على المكان ونظام العمل في السجن. يحدث أمر ما ويصاب خوان، وينزف من وجهه فيضطر مدير السجن إدخاله الزنزانة 211 (خالية لا يوجد فيها أحد). يقتل أحد الحراس من قبل أخطر المجرمين بالسجن (ملمادري). بعد ذلك يفتح ملمادري زنزنات السجن ويخرج كل المساجين. في ذلك الحين يغمى على خوان، ويحاول مدير السجن أن يوقظه، لكن دون جدوى يهرب المدير والموظف ويتركوا خوان بالزنزانة، وهنا تبدأ الأحداث وكيف خوان يمثل على إنه سجين وليس موظف بالسجن.

## روابط خارجية
- مقالات تستعمل روابط فنية بلا صلة مع ويكي بيانات